# Magdalena Morano

Magdalena Morano (oben), Teresa Valse Pantellini (unten)

Magdalena Caterina Morano FMA (* 15. November 1847 in Chieri; † 26. März 1908 in Catania) war eine italienische Don-Bosco-Schwester und Lehrerin.

## Leben
1879 trat sie den Don-Bosco-Schwestern bei. Im Jahr 1881 wurde sie nach Sizilien geschickt, wo sie zur Provinzoberin ernannt wurde.
Morano starb März 1908 in Catania an den Folgen einer Krebserkrankung. Sie wurde am 5. November 1994 durch Papst Johannes Paul II. seliggesprochen. Ihr Gedenktag ist der 15. November.